# 正応
正応（、旧字体：正應）は、日本の元号の一つ。弘安の後、永仁の前。1288年から1293年までの期間を指す。この時代の天皇は伏見天皇。鎌倉幕府将軍は惟康親王、久明親王、執権は北条貞時。

## 改元
- 弘安11年4月28日（ユリウス暦1288年5月29日）：伏見天皇の即位により改元。
- 正応6年8月5日（ユリウス暦1293年9月6日）：永仁に改元。

## 正応期におきた出来事
2年
- 9月14日：鎌倉7代将軍惟康親王が将軍を解任される。
- 10月9日：子の久明親王に将軍宣下（鎌倉8代将軍）。

3年
- 3月9日：浅原為頼父子が伏見天皇弑逆を狙って内裏に乱入するが失敗して自害（浅原事件）。
- 10月12日：大石寺建立。

5年
- この年鎮西探題を設置。

6年
- 4月13日：鎌倉大地震（永仁の鎌倉地震）で鎌倉を中心とする関東地方に被害。建長寺が炎上。
- 4月22日：地震後の混乱に乗じた平禅門の乱が勃発。

### 死去
- 2年8月23日：一遍
- 3年8月25日：叡尊
- 4年12月12日：無関普門
- 6年4月22日：平頼綱

## 西暦との対照表
※は小の月を示す。
| 正応元年（戊子） | 一月※     | 二月  | 三月※ | 四月  | 五月※ | 六月  | 七月    | 八月※ | 九月  | 十月※ | 十一月  | 十二月※  |           |
| ---------------- | --------- | ----- | ----- | ----- | ----- | ----- | ------- | ----- | ----- | ----- | ------- | -------- | --------- |
| ユリウス暦       | 1288/2/4  | 3/4   | 4/3   | 5/2   | 6/1   | 6/30  | 7/30    | 8/29  | 9/27  | 10/27 | 11/25   | 12/25    |           |
| 正応二年（己丑） | 一月      | 二月※ | 三月  | 四月※ | 五月  | 六月※ | 七月    | 八月※ | 九月  | 十月  | 閏十月※ | 十一月   | 十二月※   |
| ユリウス暦       | 1289/1/23 | 2/22  | 3/23  | 4/22  | 5/21  | 6/20  | 7/19    | 8/18  | 9/16  | 10/16 | 11/15   | 12/14    | 1290/1/13 |
| 正応三年（庚寅） | 一月      | 二月※ | 三月  | 四月※ | 五月※ | 六月  | 七月※   | 八月  | 九月  | 十月  | 十一月※ | 十二月   |           |
| ユリウス暦       | 1290/2/11 | 3/13  | 4/11  | 5/11  | 6/9   | 7/8   | 8/7     | 9/5   | 10/5  | 11/4  | 12/4    | 1291/1/2 |           |
| 正応四年（辛卯） | 一月      | 二月※ | 三月※ | 四月※ | 五月  | 六月※ | 七月    | 八月※ | 九月  | 十月  | 十一月  | 十二月※  |           |
| ユリウス暦       | 1291/2/1  | 3/3   | 4/1   | 4/30  | 5/29  | 6/28  | 7/27    | 8/26  | 9/24  | 10/24 | 11/23   | 12/23    |           |
| 正応五年（壬辰） | 一月      | 二月※ | 三月  | 四月※ | 五月※ | 六月  | 閏六月※ | 七月  | 八月※ | 九月  | 十月※   | 十一月   | 十二月    |
| ユリウス暦       | 1292/1/21 | 2/20  | 3/20  | 4/19  | 5/18  | 6/16  | 7/16    | 8/14  | 9/13  | 10/12 | 11/11   | 12/10    | 1293/1/9  |
| 正応六年（癸巳） | 一月      | 二月※ | 三月  | 四月※ | 五月  | 六月※ | 七月※   | 八月※ | 九月  | 十月  | 十一月※ | 十二月   |           |
| ユリウス暦       | 1293/2/8  | 3/10  | 4/8   | 5/8   | 6/6   | 7/6   | 8/4     | 9/2   | 10/1  | 10/31 | 11/30   | 12/29    |           |